# Ершиха (Слободское сельское поселение)
Ершиха — деревня в Харовском районе Вологодской области.
Входит в состав Слободского сельского поселения, с точки зрения административно-территориального деления — в Слободской сельсовет.
Расстояние по автодороге до районного центра Харовска — 56 км, до центра муниципального образования Арзубихи — 7 км. Ближайшие населённые пункты — Ваулиха, Тарасовская, Кожинская.
По переписи 2002 года население — 12 человек.